# República Popular China en los Juegos Olímpicos de Atlanta 1996
La República Popular China estuvo representada en los Juegos Olímpicos de Atlanta 1996 por un total de 294 deportistas, 111 hombres y 183 mujeres, que compitieron en 25 deportes.
El portador de la bandera en la ceremonia de apertura fue el jugador de baloncesto Liu Yudong.

## Medallistas
El equipo olímpico chino obtuvo las siguientes medallas:
| Nombre                                                                               | Deporte            | Competición                  |
| ------------------------------------------------------------------------------------ | ------------------ | ---------------------------- |
| Oro                                                                                  |                    |                              |
| Wang Junxia                                                                          | Atletismo          | 5.000 m F                    |
| Ge Fei Gu Jun                                                                        | Bádminton          | Dobles F                     |
| Li Xiaoshuang                                                                        | Gimnasia           | Concurso completo ind. M     |
| Tang Ningsheng                                                                       | Halterofilia       | 59 kg M                      |
| Zhan Xugang                                                                          | Halterofilia       | 70 kg M                      |
| Sun Fuming                                                                           | Judo               | +72 kg F                     |
| Le Jingyi                                                                            | Natación           | 100 m libre F                |
| Fu Mingxia                                                                           | Saltos             | Trampolín 3 m F              |
| Fu Mingxia                                                                           | Saltos             | Plataforma 10 m F            |
| Xiong Ni                                                                             | Saltos             | Trampolín 3 m M              |
| Deng Yaping                                                                          | Tenis de mesa      | Individual F                 |
| Deng Yaping Qiao Hong                                                                | Tenis de mesa      | Dobles F                     |
| Liu Guoliang                                                                         | Tenis de mesa      | Individual M                 |
| Liu Guoliang Kong Linghui                                                            | Tenis de mesa      | Dobles M                     |
| Li Duihong                                                                           | Tiro               | Pistola 25 m F               |
| Yang Ling                                                                            | Tiro               | Blanco móvil 10 m M          |
| Plata                                                                                |                    |                              |
| Wang Junxia                                                                          | Atletismo          | 10.000 m F                   |
| Sui Xinmei                                                                           | Atletismo          | Peso F                       |
| Dong Jiong                                                                           | Bádminton          | Individual M                 |
| Equipo                                                                               | Fútbol             | Torneo F                     |
| Mo Huilan                                                                            | Gimnasia           | Salto de potro F             |
| Bi Wenjing                                                                           | Gimnasia           | Barras asimétricas F         |
| Li Xiaoshuang                                                                        | Gimnasia           | Suelo M                      |
| Li Xiaoshuang Fan Bin Fan Hongbin Huang Huadong Huang Liping Shen Jian Zhang Jinjing | Gimnasia           | Concurso completo por eqs. M |
| Zhang Xiangsen                                                                       | Halterofilia       | 56 kg M                      |
| Le Jingyi                                                                            | Natación           | 50 m libre F                 |
| Liu Limin                                                                            | Natación           | 100 m mariposa F             |
| Le Jingyi Na Chao Yun Nian Shan Ying                                                 | Natación           | 4 × 100 m libre F            |
| Zhang Xiuyun Cao Mianying                                                            | Remo               | Doble scull (W2x) F          |
| Yu Zhuocheng                                                                         | Saltos             | Trampolín 3 m M              |
| Equipo                                                                               | Sóftbol            | Equipos F                    |
| Wang Tao                                                                             | Tenis de mesa      | Individual M                 |
| Wang Tao Lü Lin                                                                      | Tenis de mesa      | Dobles M                     |
| Liu Wei Qiao Yunping                                                                 | Tenis de mesa      | Dobles F                     |
| Wang Yifu                                                                            | Tiro               | Pistola de aire 10 m M       |
| Xiao Jun                                                                             | Tiro               | Blanco móvil 10 m M          |
| He Ying                                                                              | Tiro con arco      | Individual F                 |
| Equipo                                                                               | Voleibol           | Torneo F                     |
| Bronce                                                                               |                    |                              |
| Wang Yan                                                                             | Atletismo          | 10 km marcha F               |
| Qin Yiyuan Tang Yongshu                                                              | Bádminton          | Dobles F                     |
| Liu Jianjun Sun Man                                                                  | Bádminton          | Dobles mixto                 |
| Fan Bin                                                                              | Gimnasia           | Barra fija M                 |
| Xiao Jiangang                                                                        | Halterofilia       | 64 kg M                      |
| Wang Xianbo                                                                          | Judo               | –66 kg F                     |
| Sheng Zetian                                                                         | Lucha grecorromana | 57 kg M                      |
| Lin Li                                                                               | Natación           | 200 m estilos F              |
| Chen Yan Han Xue Cai Huijue Shan Ying                                                | Natación           | 4 × 100 m libre F            |
| Xiao Hailiang                                                                        | Saltos             | Plataforma 10 m M            |
| Qiao Hong                                                                            | Tenis de mesa      | Individual F                 |
| Zhang Bing                                                                           | Tiro               | Doble foso M                 |